# Kocimar, Dobrici
Kocimar (în bulgară Кочмар, în bulgară Cociumar) este un sat în comuna Tervel, regiunea Dobrici, Dobrogea de Sud, Bulgaria. 
Între anii 1913-1940 a făcut parte din plasa Curtbunar a județului Durostor, România. 

## Demografie
Componența etnică a satului Kocimar
     Bulgari (98,5%)
     Nicio identificare (0%)
     Altele (1,49%)
La recensământul din 2011, populația satului Kocimar era de 267 locuitori. Din punct de vedere etnic, majoritatea locuitorilor (98,5%) erau bulgari. Pentru 0% din locuitori nu este cunoscută apartenența etnică.